# Aspidifrontia anomala
Aspidifrontia anomala là một loài bướm đêm trong họ Noctuidae.